# The Mob (Album)
The Mob ist das 2005 veröffentlichte Debütalbum der gleichnamigen US-amerikanischen Hard-Rock-Band The Mob. Der kommerzielle Erfolg des Albums blieb aus, sodass die Gruppe keine zweite Veröffentlichung anstrebte und sich auflöste.

## Hintergrund
Reb Beach stellte die Besetzung der Gruppe zusammen, nachdem seine Plattenfirma, Frontiers Records, ihn ermutigt hatte, das von ihm vorgestellte Material mit einer eigenen Band aufzunehmen. Beach wählte den Sänger Doug Pinnick von der Gruppe King’s X, Keyboarder Timothy Drury (damals Whitesnake), sowie den Night-Ranger-Schlagzeuger Kelly Keagy für das Projekt aus. Als Produzent wurde Kip Winger, der Sänger und Bassist der Gruppe Winger, verpflichtet, der für die Aufnahmen auch Bass spielte, jedoch nicht zur Gruppe gehörte.
Im April 2005 begannen die Aufnahmen zum Album, die in Kip Wingers privatem Tonstudio in Nashville stattfanden. Die Gruppe entschied sich für elf Titel, die veröffentlicht werden sollten, eines der Lieder, The Magic, wurde von Kelly Keagy gesungen. Außerdem enthielt das Album ein Instrumentalstück, das Spaghetti Western betitelt wurde, ein Gitarrensolo von Reb Beach wurde als eigenständiger Titel (Guitar Solo) aufgenommen.

## Titelliste
1. One Track Mind (Beach, Pinnick, Winger) – 4:20
2. Wait (Beach, Pinnick, Winger) – 4:38
3. The Magic (Beach, Pinnick, Winger) – 4:29
4. I Will Follow (Beach, Pinnick, Winger) – 4:33
5. Guitar Solo (Beach) – 1:20
6. Never get Enough (Beach, Pinnick, Winger) – 4:51
7. Love Will Carry On (Beach, Pinnick, Winger) – 4:22
8. Turn to Stone (Beach, Pinnick, Winger) – 3:54
9. No Reason Why (Beach, Pinnick, Winger) – 3:22
10. Spaghetti Western (Instrumentalstück) (Beach) – 3:18
11. I Want to Live Forever (Beach, Pinnick, Winger) – 3:37

## Rezeption
Mike Borrink schrieb für Rock Hard, wenn man „mal ein Gitarrensolo und das Instrumental Spaghetti Western außen vor“ lasse, so finde man auf dem Album „neun Ohrwürmer auf höchstem Hardrock-Niveau“. Beispielhaft nennt er Turn To Stone, One Track Mind, Never Get Enough und I Will Follow und konstatierte, „wer schon Rebs Soloalbum Masquerade gut“ gefunden habe „oder Bock auf zeitgemäße Winger mit souligem, schwarzem Gesang“ hat, könne zugreifen. The Mob sei „ein schnörkelloses Hit-Album“.
Greg Prato, Rezensent bei Allmusic, schrieb, das auf dem Album enthaltene Material sei „hartkantig“, Produzent Winger halte „den Sound überraschend schwer“, und es gebe „keine Chance, das Album mit einer neuen Veröffentlichung von Poison zu verwechseln.“ Dennoch enthalte das Album „Elemente, die lautstark “80’s Metal” schreien“ würden. Wer Fan von „frühem Kings X-Material“, besonders von „Out of the Silent Planet (1988) und Gretchen Goes to Nebraska“ (1989) sei, könne sicher sein, dass ihm The Mob gefallen würde.
Scott Jeslis schrieb für Metal Express Radio, musikalisch betrachtet sei „diese Veröffentlichung von vorne bis hinten eine kraftvolle und spaßige Mischung aus 80er und 90er Hardrock“. Man solle nicht den Fehler machen, „The Mob mit Winger zu vergleichen“, die Musik sei „entschieden härter und kantiger“. Pinnicks Gesang gebe „der musikalischen Ausrichtung beinahe ein Modern Rock-Gefühl“, und man könne auf dem Album das „wohl härteste Bass-Spiel erleben, das man je von Kip Winger gehört“ habe. Ein weiteres Plus sei „Beach's Gitarrenspiel mit schweren Rhythmen und den besten Leadgitarrenparts, die er in den letzten Jahren aufgenommen“ habe. Auch das Shredding komme auf diesem Album „keinesfalls zu kurz“, die Backgroundgesänge seien, wie auch die Produktion, „sehr gut gemacht.“